# Клюки (Ровненская область)
Клюки (укр. Клюки) — село в Таракановской сельской общине Дубенского района Ровненской области Украины.
Население по переписи 2001 года составляло 121 человек. Почтовый индекс — 35651. Телефонный код — 3656. Код КОАТУУ — 5621685207.